# Wortel (plaats)
Wortel is een dorp in de Belgische provincie Antwerpen en een deelgemeente van de stad Hoogstraten. Wortel was een zelfstandige gemeente tot aan de gemeentelijke herindeling van 1977.

## Toponymie
Het toponiem "Wortel" heeft twee mogelijke verklaringen:
- Een eerste verklaring stelt dat de naam tweeledig is en afgeleid zou zijn van de Germaanse woorden wurti (kruid) en lauha (bosje op hoge zandgrond).
- Ook de tweede verklaring stelt dat het toponiem tweeledig is. De naam zou afkomstig zijn, volgens deze theorie, van wurt of wort, met de betekenis in het Nederduits hoge oever van een waterloop. Het deel -el zou een afgeslepen vorm van -lo zijn, met de betekenis bos.

In het tweede geval zou dat dan worden: bos op een hoge oever.

## Geschiedenis
In 2019 heeft een archeologische opgraving bij de verkaveling aan de Ti Van Schellestraat in Wortel nieuwe inzichten opgeleverd over het verborgen verleden van de regio. Uit vondsten zoals potscherven en dendrochronologisch onderzoek konden verschillende periodes van bewoning worden vastgesteld, variërend van de Romeinse tijd tot aan de Vroege en Volle Middeleeuwen. Dit gebied werd toen beschreven als Toxandrië.
Opmerkelijk was de opgraving van een erf uit de Late IJzertijd tot de Vroege Romeinse tijd in Wortel-Poeleinde. Dit erf bestond uit een hoofdgebouw omringd door een rij met vierpalige spiekers en een zespalig bijgebouw. Verder werd op enige afstand een waterput ontdekt gedateerd tussen 40 v.Chr. en 130 n.Chr. Andere constructie-elementen van deze opgraving hadden jaarringen die dateren uit de periode tussen 631 en 652 na Christus.
Wortel staat bovendien bekend als een van de belangrijkste locaties in België voor pollenonderzoek. Het veengebied rondom de kerk, vlak bij de rivier de Mark, creëert elk jaar een nieuwe veenlaag die de pollen uit de lucht vastlegt. Dit proces vormt een natuurlijk archief, waarin gegevens over de soorten zaadpollen die in de lucht circuleerden, worden opgeslagen. Deze unieke "bibliotheek" van veenlagen biedt waardevolle informatie die duizenden jaren teruggaat, waardoor het mogelijk is om de vegetatie en het klimaat van het verre verleden te reconstrueren.
Wortel werd voor het eerst vermeld in 1155, onder de naam Wurtelam. 
Een belangrijk historische figuur in 1285 is Joanna van Elsloo, de eerste bekende vrouwe van Wortel en Hoogstraten. Zij was gehuwd met Wenemar van Gemmenich (von Gymnich), een ridder die in 1283 sneuvelde tijdens het beleg van het kasteel Rode. Haar dochter Sophia trouwde met Willem van Cuijk, waardoor de dynastie Cuijk zich vestigde in Hoogstraten. In oorkondes uit 1301 wordt Sophia specifiek vermeld als vrouwe van zowel Hoogstraten als Wortel, wat opnieuw de sterke verbondenheid tussen beide plaatsen bevestigt. Deze documenten verwijzen ook naar een conflict uit 1286, waarbij het patronaatsrecht van de Sint-Katharinakerk van Hoogstraten werd overgedragen aan het kapittel van Antwerpen.
Hoogstraten lijkt als een soort pleister over het oude wegennet van Wortel te liggen. De aanleg van de Vrijheid in 1210 zorgde ervoor dat de oorspronkelijke toegangswegen vanuit Minderhout (Minderhoutsestraat), Loenhout (Loenhoutseweg) en Houterlé (Sint-Lenaartseweg, Houterlé lag aan de Hees) abrupt werden afgesneden, waardoor de historische verbindingen werden onderbroken. Ook uit grondplannen van het kasteel van Hoogstraten kan men duidelijk zien dat de oude toegangsweg richting Wortel lag. Ook lag het kasteel op de rechteroever, aan de kant van Wortel. Later is de Mark verlegd zodat het kasteel op linkeroever kwam te liggen. Ook door de kerkelijke overheid wordt de kerk van Wortel genoemd als de moederkerk van de Sint-Katharinakerk. 
Vanaf 1740 tot 1794 was Wortel in personele unie verbonden met de hertogen van Hoogstraten. Daarna werd Wortel een zelfstandige gemeente. 
Zeker in 1195 was Wortel al een zelfstandige parochie, waarvan het patronaatsrecht in handen was van het Onze-Lieve-Vrouwekapittel te Antwerpen.
Wortel bleef een dunbevolkt landbouwdorp. Pas eind 18e eeuw werden, op last van de Oostenrijkse regering, herbebossingsdecreten ingesteld en werden de woeste gronden geleidelijk bebost.
Sinds 1822 was er een interneringskolonie voor landlopers gevestigd, de Wortel-kolonie. Deze werd in 1993 omgevormd tot een strafinrichting. Van  2010 tot 2017 was de PI Tilburg een dependance van de Belgische strafinrichting Wortel.
Wortel werd op 1 januari 1977 een deelgemeente van de fusiegemeente Hoogstraten.

## Bezienswaardigheden
- Wortel-kolonie
- Sint-Jan Baptistkerk

## Natuur en landschap
Wortel ligt in de Noorderkempen op een hoogte van 19-25 meter. Wortel ligt aan de bovenloop van de Mark, die stroomopwaarts haar meanderende loop heeft behouden. Ten oosten van Wortel ligt Wortel-kolonie met landbouwontginningen en bossen. 

## Demografische ontwikkeling
- Bronnen:NIS, Opm:1806 tot en met 1970=volkstellingen; 1976 = inwoneraantal op 31 december

## Politiek

### Geschiedenis

#### Lijst van burgemeesters[5]
| Tijdspanne | Tijdspanne  | Burgemeester                   |
| ---------- | ----------- | ------------------------------ |
|            | 1800 - 1802 | Adrianus Bolckmans             |
|            | 1802 - 1836 | Franciscus Dens                |
|            | 1836 - 1872 | Joannes Petrus Schellekens     |
|            | 1872 - 1911 | Jan Karel Schellekens          |
|            | 1911 - 1921 | Jan Baptist Bolckmans          |
|            | 1921 - 1926 | Jaak Van Bergen                |
|            | 1926 - 1936 | Frans Snels                    |
|            | 1936 - 1939 | Gust Schoenmakers (waarnemend) |
|            | 1939 - 1957 | Jozef Sijsmans                 |
|            | 1957 - 1976 | Alfons Pemen                   |

## Bekende personen
- Gabriël Van Roey (1798 - 1891), politicus
- Jan Huet (1903-1976), glasschilder
- Raph Huet (1941-2021), glasraamkunstenaar

## Nabijgelegen kernen
Hoogstraten, Castelré, Merksplas